# سوء التغذية
سوء التغذية أو الصَّغَل يحدث عندما يحصل الفرد على عدد قليل جدا أو الكثير من العناصر الغذائية، مما يؤدي إلى مشاكل صحية. على وجه التحديد، «نقص أو زيادة أو اختلال توازن الطاقة، البروتين والمواد المغذية الأخرى» هو الذي يؤثر سلبا على أنسجة الجسم وشكله.
سوء التغذية هو فئة من الأمراض التي تشمل نقص التغذية والإفراط في التغذية. نقص التغذية هو نقص العناصر الغذائية، مما قد يؤدي إلى توقف النمو، الهزال، ونقص الوزن. يسبب فائض العناصر الغذائية الإفراط في التغذية، مما قد يؤدي إلى السمنة. في بعض البلدان النامية، بدأ الإفراط في التغذية في شكل السمنة يظهر داخل نفس المجتمعات مثل نقص التغذية.
حيث استشهدت منظمة الصحة العالمية بأن سوء التغذية يمثل أعظم تهديدٍ مفردٍ يواجه الصحة العامة. ومن ثم يُنظر إلى مسألة تحسين التغذية بصورةٍ عالميةٍ على أنها أعظم نموذجٍ فعالٍ لتقديم المساعدة والمعونة. كما تشمل التغذية الصحية أهم تدابير الطوارئ المُتبعة لمُكافحة انتشار سوء التغذية توفير العناصر أو المكونات الغذائية الصغيرة للناس باستخدام المأكولات الطبيعية كما نجمعها من الحقول أو بذبح الطيور والأبقار، من قبل معاملتها بالمصانع الغذائية وتعليبها، وكذلك مأكولات مختارة وأطعمة مكيَّسة محسنة (مثل زبدة الفول السوداني) أو مباشرةً من خلال المكملات الغذائية. هذا ويُستخدم نموذج «حملات إغاثة المجاعات» بصورةٍ متزايدةٍ من قِبَل مجموعات المعونة والمساعدات الإنسانية بهدف توفير السيولة المالية اللازمة للدفع للمزارعين المحليين بدلاً من شراء الطعام من الدول المتبرعة، والتي كثيراً ما تُطلب من قِبَل القانون، بسبب أنها تُنْفِق الأموال على تكلفة النقل والمواصلات.
في حين تتضمن التدابير طويلة المدى عمليات الاستثمار في مجال سبل الزراعة المتطورة في تلك الأماكن التي تفتقر إلى مثل تلك السبل، ومنها الأسمدة والمخصبات الزراعية وكذلك هندسة الري، وهي تلك السبل التي ساعدت في القضاء على المجاعة في مجموعة دول العالم المتقدمة. على الرغم من ذلك، تُعيق قيود البنك الدولي تقديم الإعانات الحكومية للمزارعين، كما أن الجماعات النشطة والمدافعة عن البيئة أعاقت انتشار استخدام المخصبات والأسمدة الزراعية.
في عام 2018، كان هناك 821 مليون شخص يعانون من سوء التغذية في العالم (10.8% من مجموع السكان). وهو ما يعتبر انخفاض في عدد الأشخاص الذين يعانون من سوء التغذية بنحو 176 مليون شخص منذ عام 1990 عندما كان 23% يعانون من سوء التغذية حول العالم، وفي الوقت ذاته يعتبر هناك زيادة في قدرها حوالي 36 مليون عن عام 2015- عندما كان 10.6% يعانون من سوء التغذية.
وفي عام 2012، قُدر أن مليار شخص آخر يعانون نقص في الفيتامينات والمعادن. أما عام 2015، قُدر أن سوء التغذية بالبروتين والطاقة أسفر عن 323000 حالة وفاة، أي أقل من حالات الوفاة لنفس السبب في عام 1990 والتي قُدرت 510,000 حالة وفاة.
وتؤدي حالات النقص الغذائية الأخرى، والتي تشمل نقص اليود وفقر الدم الناجم عن نقص الحديد، إلى وفاة 83,000 شخص آخر. في عام 2010، كان سوء التغذية هو سبب 1.4% من جميع معدل السنة الحياتية للإعاقة. يُعتقد أن حوالي ثلث الوفيات بين الأطفال يرجع إلى نقص التغذية، على الرغم من أن الوفيات نادراً ما توصف بهذه الصفة.
في عام 2010 قُدر حوالي 1.5 مليون حالة وفاة بين النساء والأطفال، على الرغم من أن البعض يعتقد أن العدد قد يكون أكبر من 3 ملايين. وبسبب سوء التغذية قدر توقف النمو لحوالي 165 في عام 2013. نقص التغذية أكثر شيوعًا في البلدان النامية. ولدى بعض الفئات معدلات أعلى من سوء التغذية، بما في ذلك النساء -خاصة أثناء الحمل أو الرضاعة الطبيعية- الأطفال دون سن الخامسة والمسنين. في كبار السن، يصبح نقص التغذية أكثر شيوعا بسبب العوامل الجسدية والنفسية والاجتماعية.

## التأثيرات

### معدل الوفيات
بناءً على ما أورده «جين زيغلر» (مقرر الأمم المتحدة الخاص لحقوق الطعام في الفترة من سنة 2000 وحتى شهر مارس من عام 2008)، فقد قدر معدل الوفيات الناجمة عن سوء التغذية بنحو 58% من إجمالي معدل الوفيات في عام 2006 م: «يموت نحو 62 مليون فرداً سنوياً في العالم أجمع جراء جميع أسباب الوفاة مجمعةٍ معاً. ويموت واحد من كل اثني عشر فرداً عبر أرجاء العالم بسبب سوء التغذية. أما في عام 2006 وحده، فقد لقي نحو 36 مليون فرداً مصرعهم بسبب المجاعات أو الأمراض الناجمة عن نقص التغذية.»
في حين أقرت منظمة الصحة العالمية أن سوء التغذية تمثل المساهم الأكبر ضمن الأسباب المؤدية إلى وفاة الأطفال، ممثلةً نحو نصف الحالات جميعها. كما تمثل كلٌ من نسبة المواليد ناقصة الوزن وقيود تحجيم النمو داخل الرحم السبب الكامن وراء وفاة نحو 2.2 مليون طفلاً سنوياً. في حين تمثل الرضاعة الطبيعية الناقصة أو غير الموجودة أصلاً في وفاة نحو 1.4 مليون طفلاً آخرين. كما تمثل صور النقص الأخرى، ومنها مثلاً نقص فيتامين ألف أو الزنك السبب الكامن وراء وفاة نحو مليون طفلاً آخرين. وبناءً على ما جاء بجريدة لانست (بالإنجليزية: The Lancet) العلمية، فإن سوء التغذية في العامين الأولين للولادة تمثل سبباً رئيسيا من أسباب الوفاة بين الأطفال. مع ملاحظة أن الأطفال الذين يُعانون من سوء التغذية، يتعرضون لمشاكلٍ صحيةٍ أثناء النمو، وقدرة أقل على التحصيل الدراسي. كما أن أطفالهم فيما بعد يكونون أصغر في الحجم. وكان يُنظر لسوء التغذية فيما سبق على أنها تمثل شيئاً يتفاقم في آثاره عن آثار الأمراض كالحصبة، والالتهاب الرئوي الحاد والإسهال. إلا أن سوء التغذية يسفر عن التعرض لبعض الأمراض كذلك، والتي قد تكون بدورها فتاكة للفرد الذي يعاني من سوء التغذية.

### الآثار المرضية
يزيد سوء التغذية من مخاطر التعرض للعدوى والإصابة بالأمراض المعدية؛ على سبيل المثال، يمثل سوء التغذية مصدر خطورةٍ رئيسياً في الإصابة بمرض السل. كما تمثل تلك المخاطر الصحية مشكلةً حرجةً في تلك المجتمعات والمناطق التي تفتقر إلى سبل الوصول إلى المياه الصالحة للشرب. هذا وتمثل نقص الطاقة الحيوية أو ضعف وظيفة وكفاءة المخ ملمحاً آخر من ملامح دوامة سوء التغذية، حيث يعاني ضحايا سوء التغذية من نقص القدرة على أداء المهام التي يحتاجونها للحصول على الطعام أو كسب الدخل اللازم للمعيشة وحتى الحصول على التعليم الكافي.
| العنصر الغذائي   | النقص                                                            | الزيادة                                                                                   |
| ---------------- | ---------------------------------------------------------------- | ----------------------------------------------------------------------------------------- |
| المغذيات الكبيرة |                                                                  |                                                                                           |
| سعرات حرارية     | مجاعة، سغل                                                       | سمنة، سكري، أمراض القلب والأوعية الدموية                                                  |
| كربوهيدرات بسيطة | لا يوجد                                                          | سمنة، سكري، أمراض القلب والأوعية الدموية                                                  |
| كربوهيدرات معقدة | لا يوجد                                                          | سمنة، أمراض القلب والأوعية الدموية                                                        |
| بروتين           | كواشيوركور                                                       | مجاعة أرنبية                                                                              |
| دهون مشبعة       | انخفاض مستويات هرمون التستوستيرون، نقص الفيتامينات               | سمنة، أمراض القلب والأوعية الدموية                                                        |
| دهون تقابلية     | لا يوجد                                                          | سمنة، أمراض القلب والأوعية الدموية                                                        |
| دهون غير مشبعة   | نقص الفيتامينات القابلة للذوبان في الدهون                        | سمنة، أمراض القلب والأوعية الدموية                                                        |
| المغذيات الدقيقة |                                                                  |                                                                                           |
| فيتامين أ        | جفاف الملتحمة، العمى الليلي، انخفاض مستويات هرمون التستوستيرون   | فرط فيتامين أ (تليف الكبد، تساقط الشعر)                                                   |
| فيتامين بي1      | بريبري                                                           |                                                                                           |
| فيتامين بي2      | تكسير الجلد، تطمس القرنية                                        |                                                                                           |
| نياسين           | بلاغرا                                                           | عسر الهضم، عدم انتظام ضربات القلب، والعيوب الخلقية                                        |
| بيوتين           | نقص البيوتين                                                     | قد ينتج عنه الآثار الإنجابية والمسخية                                                     |
| فولات            | فقر الدم                                                         | قد يخفي أعراض نقص فيتامين بي12، والذي من الممكن أن يؤدي إلى تلف عصبي دائم                 |
| فيتامين بي12     | فقر الدم الخبيث، تلف الأعصاب                                     |                                                                                           |
| فيتامين سي       | الاسقربوط                                                        | الإسهال يسبب الجفاف                                                                       |
| فيتامين (د)      | الكساح، تلين العظام                                              | فرط فيتامين (د) (الجفاف، القيء، الإمساك)                                                  |
| فيتامين هاء      | مرض عصبي                                                         | فرط فيتامين هاء (تخثر الدم، نزف مفرط)                                                     |
| فيتامين ك        | نزف                                                              |                                                                                           |
| دهون أوميغا-3    | أمراض القلب والأوعية الدموية                                     | النزيف، السكتة، انخفاض السيطرة على نسبة السكر في الدم بين مرضى السكري[بحاجة لمصدر]        |
| دهون أوميغا-6    | لا يوجد                                                          | أمراض القلب والأوعية الدموية، سرطان                                                       |
| كولسترول         | أوجه القصور في الميالين في الدماغ أثناء النمو                    | أمراض القلب والأوعية الدموية                                                              |
| المعادن الكبيرة  |                                                                  |                                                                                           |
| كالسيوم          | هشاشة العظام، التكزز، علامة تروسو للتكزز، عدم انتظام ضربات القلب | التعب، الاكتئاب، الارتباك، الغثيان، القيء، الإمساك، زيادة التبول، حصى الكلى، فقدان الشهية |
| مغنيسيوم         | ارتفاع ضغط الدم                                                  | الضعف، الغثيان، القيء، ضعف التنفس، انخفاض ضغط الدم                                        |
| بوتاسيوم         | نقص بوتاسيوم الدم، عدم انتظام ضربات القلب                        | فرط بوتاسيوم الدم، خفقان                                                                  |
| صوديوم           | نقص صوديوم الدم                                                  | فرط صوديوم الدم، ارتفاع ضغط الدم                                                          |
| المعادن الدقيقة  |                                                                  |                                                                                           |
| حديد             | فقر الدم                                                         | تليف الكبد، داء ترسب الأصبغة الدموية الوراثي، أمراض القلب، أمراض القلب والأوعية الدموية   |
| يود              | تضخم الغدة الدرقية، قصور الدرقية                                 | سمية اليود (تضخم الغدة الدرقية، قصور الدرقية)                                             |

### الآثار النفسية

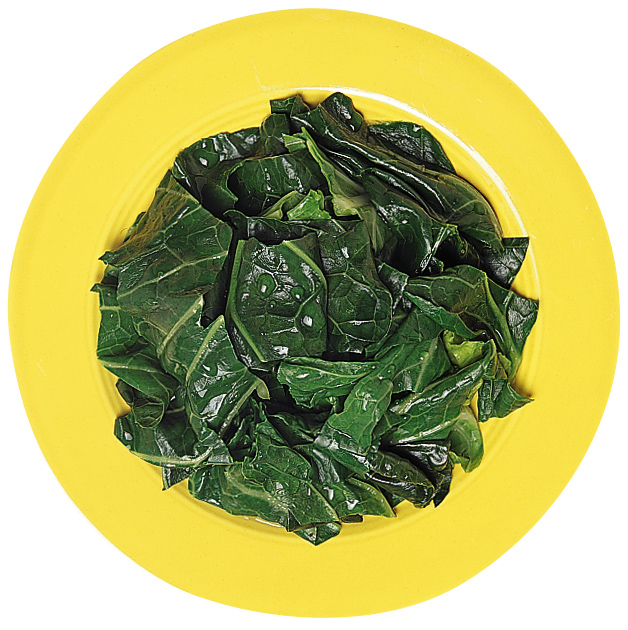
سبانخ، أحد أنواع الأطعمة المفيدة في مكافحة سوء التغذية بما أنها غنية بحمض الفوليك، أحد أهم المكملات الغذائية.

بناءً على ما أوردته تقارير مجلة لانست العلمية، فإن سوء التغذية المتمثل في نقص اليود يمثل «السبب الحتمي والأكثر شيوعاً وراء الضعف العقلي عبر أرجاء العالم.» حتى أن النقص المتوسط من اليود، وخاصةً عند النساء الحوامل والأطفال، يقلل من مستويات الذكاء بمعدل 10 إلى 15 نقطة على مقياس الذكاء، مما يُقَلِص من احتماليات تنمية البلاد بصورةٍ لا تُحصى. كما أن الآثار الأكثر وضوحاً وحدةً – والمتمثلة في تعطيل الدراق والفدامة (بالإنجليزية: Cretinism) والتقزم (بالإنجليزية: Dwarfism) – تؤثر على أقليةٍ صغيرةٍ، والتي غالباً ما تقطن القرى الجبلية. في حين يعاني نحو 16% على الأقل من سكان العالم من دُراقٍ طفيفٍ، وهو تورم للغدة الدرقية الموجودة بالرقبة.
هذا وقد أشارت الأبحاث التي أُجريت في المجال أن زيادة الوعي باختيارات الوجبة الغذائية المتكاملة والأسماك البحرية (اليود)، ونشر قائمة مطولة بالعادات الغذائية السليمة طويلة المدى لهم أثاراً إيجابية على سعة الذاكرة المعرفية والمكانية، بالإضافة إلى زيادة قدرة الطلاب على معالجة واسترجاع المعلومات الأكاديمية التي تم تحصيلها.
ومن ثم فقد شرعت بعض المنظمات العمل مع المدرسين، صانعي القرارات السياسية والمقاولين من ممولي الخدمات الغذائية بهدف تحسين المحتوى الغذائي وزيادة الخضراوات بالمقاصف المدرسية والكافتيريات التعليمية سواءً من المرحلة الابتدائية وحتى مرحلة التعليم الجامعي. حيث ثَبُت أن للتغذية علاقةٌ وثيقةٌ بالنجاح في العملية التعليمية بصورةٍ عامةٍ. وقد أفادت التقارير الواردة حديثاً أن نحو 10% من شباب الطلاب بالجامعات الأمريكية يتناولون الخمس حصص من الفاكهة والخضراوات الموصى بها يومياً. كما وُجِدَ أن للتغذية السليمة تأثيرها على أداء الذاكرة المعرفية والمكانية؛ حيث أثبتت دراسةٌ تجريبيةٌ أن هؤلاء الذين يتمتعون بمستوياتٍ أعلى من جلوكوز الدم، يقومون بالأداء بصورةٍ أفضل في بعض اختبارات الذاكرة. في حين أظهرت دراسةٌ أخرى أن هؤلاء الأفراد الذين يتناولون اللبن الزبادي، يسلكون بصورةٍ أفضلٍ في إنجاز المهام التفكيرية عند مقارنتهم بهؤلاء الذين يتناولون الصودا الخالية من الكافيين، في أثناء الوجبات الغذائية، والحلويات كذلك. هذا وقد أظهر نقص تناول المواد الغذائية المختلفة وجود تأثيراً سلبياً على أداء التعلم لدى الفئران منذ عام 1951.
«ارتبط أداء التعلم الجيد بالوجبة الغذائية، والتي تناولت تأثيراتها على قدرات التعلم وسعة الذاكرة.»
كما أسفرت العلاقة بين «التغذية والتعلم» عن نشأة علاقةٍ قائمةٍ بين مكونات الوجبة الغذائية والتعلم، بالإضافة إلى تطبيقاتها في منشآت التعليم العالي.
«وجدنا أن الأطفال الذين يتناولون مكوناتٍ غذائيةٍ أفضل يتسمون بأداء دراسي أفضل، والذي يرجع جزئياً إلى أنهم يُقْبَلون بالمدارس مبكراً ومن ثم يتوفر لديهم سِعةً أطول من الوقت للتعلم، في حين يرجع ذلك بصورةٍ أساسيةٍ إلى زيادة القدرة الإنتاجية التعليمية للمدرسة سنوياً.»
يشعر نحو 91% من طلاب الجامعة أنهم يتمتعون بصحةٍ جيدةٍ، في حين يتناول 7% فقط حصةً موصاً بها من الفاكهة والخضراوات.
تمثل التربوية الغذائية نموذجاً فعالاً ناجحاً عملياً داخل المنشآت التعليمية العالية.
تمثل نماذج التعلم الأخرى، «القائمة» على التغذية، فكرةً تعتمد على انتقاء القوة الدافعة على جميع المستويات التعليمية.
إلا أن عدداً محدوداً فقط من الدراسات هي التي أجريت لتربط متوسط درجة تحصيل الطلاب بالصحة الغذائية العامة التي يتمتعون بها. ومن ثم ما زالت المزيد من المعلومات الإضافية والموضوعية مطلوبة لإثبات أن الصحة العقلية العامة مرتبطة بالوجبة الغذائية التي يتناولها الفرد، بدلاً من مجرد التوصل إلى مغالطة ارتباط أخرى.
ومن ثم يفيد العلاج بتوفير المكملات الغذائية بصورةٍ ملائمةٍ في علاج الاكتئاب، الاضطرابات ثنائية القطب، الفصام والوسواس القهري، وهم يمثلون أشهر أربعة اضطراباتٍ عقليةٍ بالدول المتقدمة. كما تمت دراسة المكملات الغذائية بهدف تحقيق ارتفاع الحالة المزاجية للفرد واستقرار الحالة النفسية ومن تلك المكملات: الحمض الإيكوسابنتانويكي وحمض الدوكوساهيكسانويك (وكلاً منهما هو أحد أحماض أوميجا الثلاثية الدهنية والمتوفرة في زيت السمك، ولكنها غير متوفرة في زيت بذرة الكتان)، فيتامين بي12، حمض الفوليك والإنوسيتول.

### السرطان
أصبح السرطان الآن من الأمراض الشائعة بالدول النامية. حيث أفادت دراسة أجرتها الوكالة الدولية لأبحاث السرطان (بالإنجليزية: International Agency for Research on Cancer) أن: «تنتشر أمراض سرطان الكبد والمعدة والمريء بالدول النامية نتيجة ارتباطها بتناول واستهلاك الأطعمة المحفوظة المسرطنة، ومنها الأطعمة المدخنة والمملحة بالإضافة إلى العدوى الفطرية والتي تهاجم تلك الأعضاء المختلفة.» في حين ترتفع وتتزايد معدلات الإصابة بسرطان الرئة بالدول الفقيرة نتيجة ارتفاع معدلات تدخين التبغ بها. أما أمراض السرطان المرتبطة بنمط الحياة الغربي ومنها سرطان القولون والمستقيم والثدي والبروستات، فهي الأكثر انتشاراً بالدول المتقدمة والتي ترجع إلى السمنة ونقص ممارسة التمارين الرياضية أو ممارسة الحميات الغذائية والعمر كذلك."

### متلازمة التمثيل الغذائي

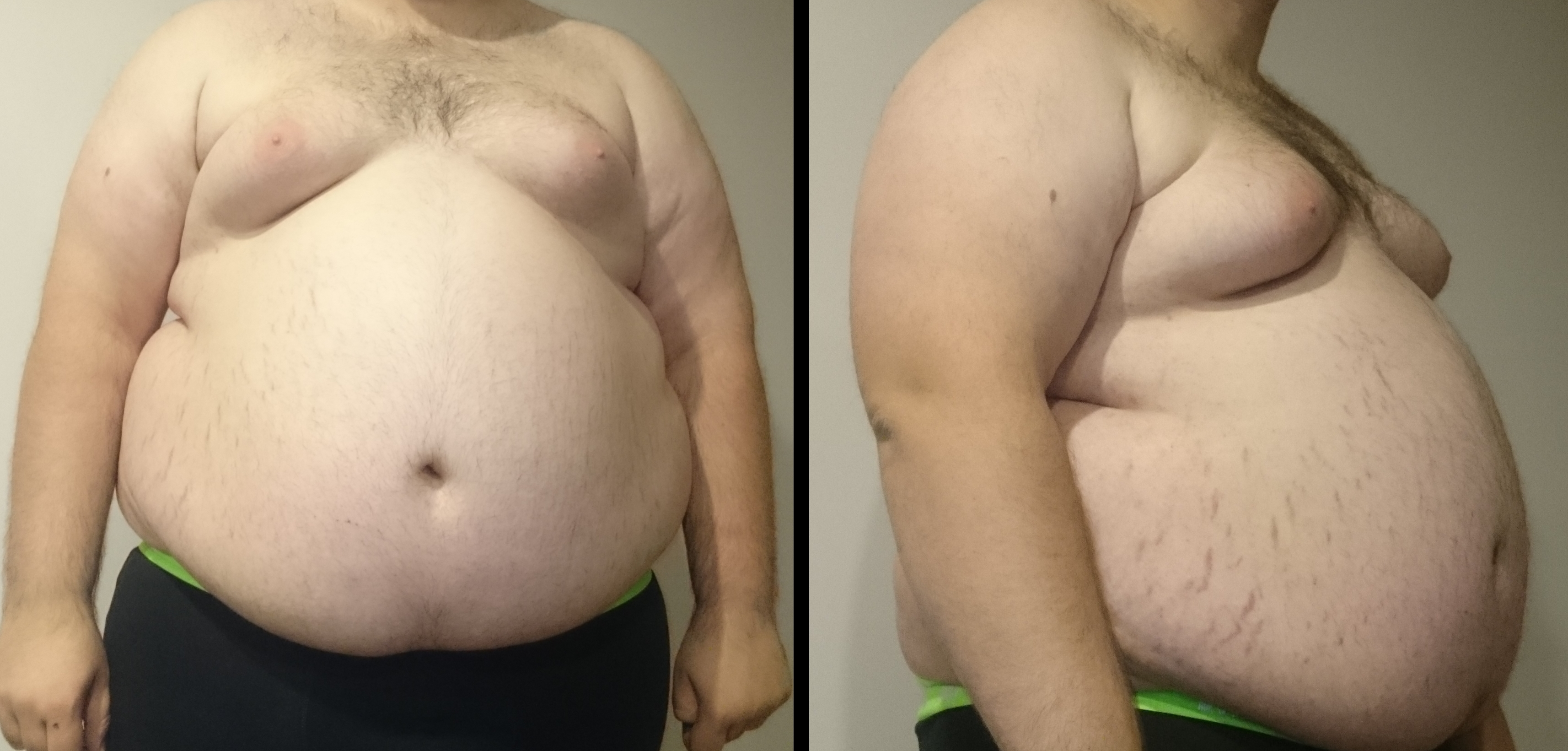
رجل يعاني من السمنة، إحدى أشكال مقاومة الأنسولين، والتي من شأنها أن تؤدي لأمراض خطيرة إن لم تتم معالجتها.

أشارت العديد من خطوط الأدلة أن كلاً من عدم تحمل الجلوكوز المرتبط بأنماط الحياة وتقليص وظيفة سكر الدم (ومنها مثلاً مقاومة الأنسولين) تمثلان عاملاً محدداً حاسماً في الإصابة بالعديد من الأمراض. وعلى سبيل المثال، يرتبط كلٌ من عدم تحمل الجلوكوز ومقاومة الأنسولين بالإصابة بالالتهابات المزمنة، والمرتبطة بصورةٍ قويةٍ بالعديد من التطورات المرضية السلبية والتي منها الإصابات الوريدية الدقيقة وتكوين الخثرة (كما هو الحال في أمراض القلب) وكذلك انقسام الخلية المبالغ فيه (كما هو الحال في أمراض السرطان). وتتسم المتلازمة الأيضية والتي تشتمل على كلٍ من عدم تحمل الجلوكوز ومقاومة الأنسولين بمصاحبتها لسمنة البطن، سكر الدم المرتفع، ضغط الدم المرتفع، غليستريدات الدم الثلاثية المرتفعة، وانخفاض الكوليسترول. كما أن عدم تحمل الجلوكوز قد يكون له تأثيره السلبي الواضح على توازن البروستاجلاندين PGE1/PGE2.
تسهم الإصابة بالسمنة في المعاناة من مقاومة الأنسولين، والذي بدوره يؤثر في الإصابة بسكري النمط الثاني. وبشكلٍ افتراضيٍ، ظهر أن كل الذين يعانون من السمنة ومرض السكر من النمط الثاني قد سجلوا معدلاتٍ من مقاومة الأنسولين. وعلى الرغم من الارتباط الواضح فيما بين الوزن المفرط ومقاومة الأنسولين، إلا الأسباب الفعلية الدقيقة (والمرجح أن تكون متنوعة) الكامنة وراء الإصابة بمقاومة الأنسولين ما زالت أقل وضوحاً. هذا وقد تمت دراسة أن الممارسة الملائمة للتمارين الرياضية، تناول وجبات طعامٍ أكثر انتظاماً، والإقلال من تحميل سكر الدم بالجسم، جميعها تستطيع عكس مقاومة الأنسولين عند الأفراد الذين يعانون من فرط الوزن (ونتيجةً لذلك، تقليل معدلات سكر الدم عند هؤلاء الأفراد الذين يعانون من سكري النمط الثاني).
وهنا يجب ملاحظة أن السمنة قد تغير من الحالة الهرمونية والتمثيلية (الآيضية) بصورةٍ غير مرغوبٍ فيها من خلال مقاومة هرمون اللبتين، كما قد تقع حلقةٌ مُفرغةٌ والتي فيها قد تُفاقم مقاومة الأنسولين/لبتين من جهة والسمنة من جهةٍ أخرى كلٍ منهما الآخر. حيث قد يتم تعزيز تلك الحلقة المفرغة بصورةٍ مزعومةٍ من خلال تحفيز الأنسولين/لبتين العالي وتخزين الدهون كذلك. ويقوم كلٌ من الأنسولين واللبتين بالعمل كمؤشرٍ للشبع بصورةٍ طبيعيةٍ ليوصلها لمنطقة المهاد التحتاني للمخ؛ على الرغم من ذلك، فقد تُقلل مقاومة الأنسولين/لبتين من قوة تلك الإشارة ومن ثم تسمح للمرء بالإفراط في تناول الطعام على الرغم من ارتفاع معدلات تخزين الدهون بالجسم. هذا بالإضافة إلى أن تناقص إشارة اللبتين الواصلة للمخ قد تُقلل من تأثير اللبتين الطبيعي للحفاظ على معدلٍ مرتفعٍ آيضيٍ تمثيليٍ بصورةٍ ملائمةٍ.
هذا وقد نشأ جدالٌ عميقٌ حول كيفية ومدى مساهمة مختلف العوامل الغذائية (من تناول كمية الكربوهيدرات المعالجة، كمية البروتين الكلية، الدهون، جرعة الكربوهيدرات المتناولة، كمية الأحماض الدهنية المشبعة وغير المشبعة، وجرعة الأملاح/الفيتامينات المتناولة) في تطوير وتقدم مقاومة الأنسولين/لبتين. وعلى أي حالٍ، قياساً بطريقة الإنسان الحديث في إحداث التغير في البيئة المحيطة والتي من المحتمل أن تدمر قدرة البيئة على الحفاظ على عملية التوازن، فمن الآخذ في الانتشار في الآونة الأخيرة من ارتفاع المؤشر الجلايسيمي وتناول الأغذية المصنعة داخل جسم الإنسان قد يدمر من قدرة الجسم على الحفاظ على عملية التوازن أو الاستتباب الداخلي وكذلك الحفاظ على الصحة (كما ثبُتَ بالدليل من خلال وباء متلازمة التمثيل الغذائي).

### نقص صوديوم الدم
يؤدي شرب كميات من المياه بصورةٍ متزايدةٍ، بدون تجديد أملاح الصوديوم والبوتاسيوم بها، للإصابة بنقصٍ في صوديوم الدم، والتي قد تؤدي فيما بعد إلى التعرض للتسمم المائي على مستوياتٍ أخطر للصحة. ولعل أحد تلك الحالات المشهورة والمعلن عنها تتمثل في واقعة وفاة جينيفر سترينغ والتي لقيت مصرعها عام 2007 في أثناء مشاركتها في مسابقةٍ لشرب المياه. إلا أنه في أغلب الأحيان تقع تلك الحالة في أثناء أحداث أو مسابقات التحمل لمسافاتٍ طويلةٍ (ومنها مسابقات وتدريبات الماراثون أو الترياثلون) والتي تسبب بلهاً عقلياً تدريجياً، صداعاً، نعاساً، ضعفاً وهزالاً بالإضافة إلى ارتباكٍ وتشوشٍ؛ إلا أن الحالات الحرجة منها قد تتسبب في الإصابة بالغيبوبة، التشنجات أو الوفاة. إلا أن الضرر الأكبر يتمثل في تورم المخ، نتيجة التعرض للضغط الأسموزي العالي (التناضح العالي)، حيث تقل نسبة الملوحة في الدم. إلا أن أساليب إحلال السائل الفعال تشتمل على توفير محطات توفير المياه في أثناء سباقات الجري/ أو العدو، قيام المدربين بتوفير ومد المتسابقين بالمياه في أثناء مباريات الفرق الجماعية ومنها كرة القدم واستخدام الآلات كظهور الجمال، التي قد توفر المياه للأفراد بدون جعل الأمر شاقاً لشربها.

## الأسباب
كما قد تتسبب العديد من العوامل الأخرى ومنها الظروف الصحية المتنوعة في الإصابة بسوء التغذية ومنها على سبيل المثال الإصابة بأمراض الإسهال أو الأمراض المزمنة، خاصةً الإصابة بالإيدز أو نقص المناعة البشري المكتسب.

### الفقر وأسعار الغذاء
قدرت منظمة الأغذية والزراعة (فاو)، أنه بالإضافة إلى نقص تناول الأطعمة والتي تمثل عاملاً مساهماً في الإصابة بسوء التغذية في الدول التي تعاني من نقصٍ في الإمكانات التقنية، فإن نسبة 80% من الأطفال الذين يعانون من سوء التغذية والذين يعيشون في دول العالم النامي ينتجون فائضاً في الغذاء. هذا وقد لاحظ الخبير الاقتصادي أمارتياسين أنه في العقود الأخيرة، تمثلت المجاعة في مشكلة سوء توزيع الغذاء أو الفقر، حيث أنه توفرت كمياتٍ كافيةٍ من الغذاء لإطعام كل سكان العالم. حيث صرح في بيانٍ له أن سوء التغذية والمجاعة كانوا أكثر ارتباطاً بمشكلات توزيع الغذاء وشراء مصادر الطاقة.
هذا وتم توضيح أن مضاربي السلع يزيدون من تكلفة الغذاء. حيث أنه في الوقت الذي تراجع فيه سوق العقارات في الولايات المتحدة الأمريكية، تم توجيه بلايين الدولارات الأمريكية لاستثمارها في سوق السلع الأساسية والمنتجات الغذائية، مما أسفر عن نشوب أزمة أسعار الغذاء التي امتدت بين عاميّ 2007 و2008.
مع ملاحظة أن إحلال الوقود الحيوي محل الوقود التقليدي قد يقلل من موارد الغذاء اللازمة للتغذية ويزيد كذلك من أسعار الغذاء. حيث اقترح مقرر الأمم المتحدة لحقوق الغذاء، جين زيغلر أن النفايات الزراعية ككيزات محصول الذرة وأوراق شجر الموز، فضلاً عن المحاصيل نفسها قد تستخدم كوقودٍ حيويٍ في حد ذاتها.

### ممارسات غذائية

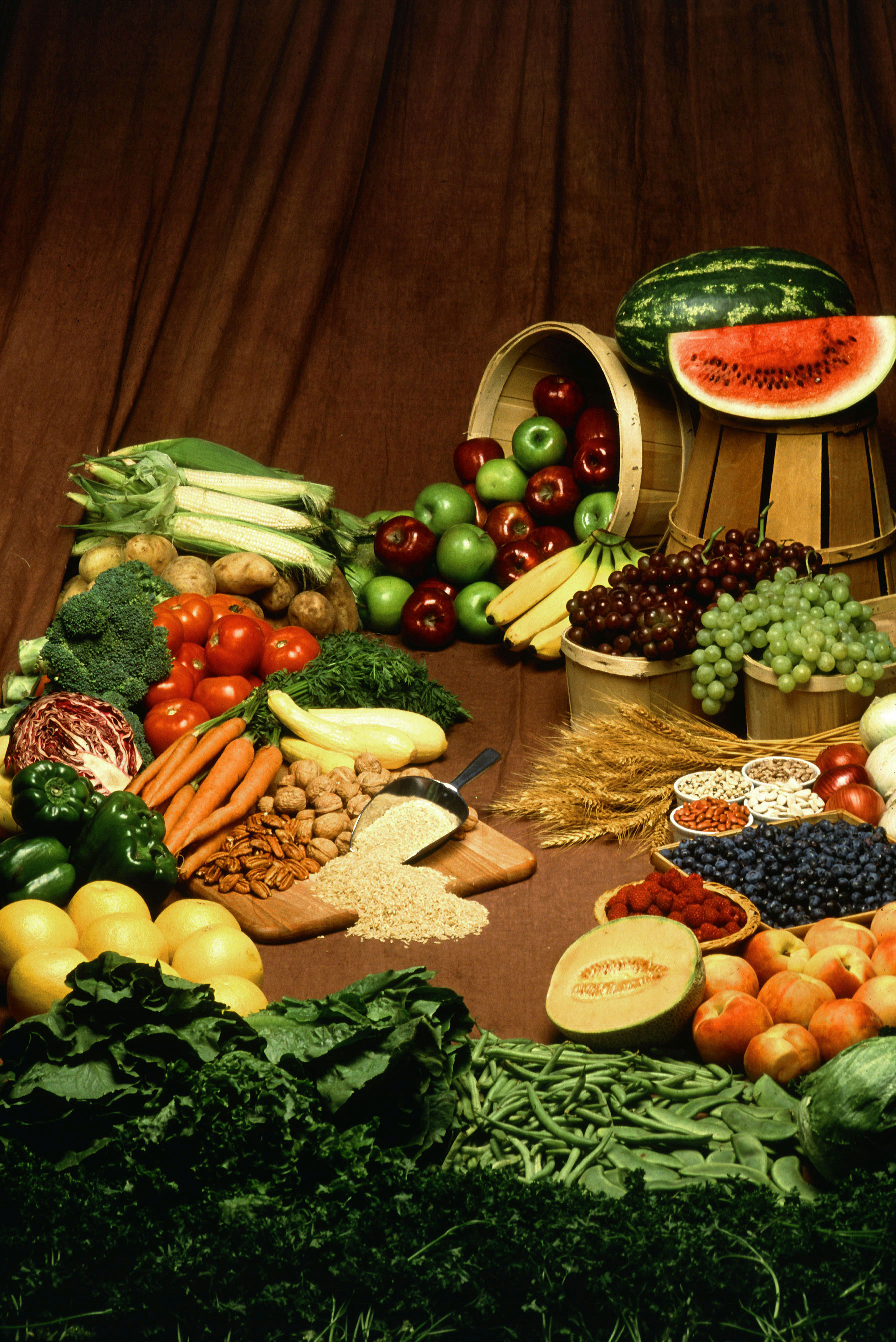
غذاء صحي: فاكهة وخضروات أنواع طعام طازجة. تنويع الغذاء مهم.

قد يؤدي «نقص الرضاعة» الطبيعية إلى سوء تغذية عند الرضع والأطفال. ولعل أحد الأسباب الكامنة وراء نقص التغذية في الدول النامية يرجع إلى أن متوسط الأسر يعتقدون أن الرضاعة الصناعية (للألبان الصناعية) هي أفضل من الرضاعة الطبيعية. كما قالت منظمة الصحة العالمية أن الأمهات يهجرن الرضاعة الطبيعية نتيجة أنهم لا يعلمون الطريقة الملائمة لفطام أطفالهم أو نتيجة معاناتهم من الآلام أو عدم الراحة. الرضاعة الطبيعية هي أسلم طريقة لتغذية المولود والطفل، حيث يمده لبن الأم بكل ما يحتاجه جسمه من مواد غذائية كاملة (كربوهيدرات، بروتينات، دهنيات صحية، أملاح، وفيتامينات علاوة على مضادات حيوية). كل تلك المواد تجعل الطفل ينمو صحيحا معافيا، وكذلك لبن الأم يحميه من أن يصاب بحساسية ضد أحد مكونات الحليب الاصطناعي. كما أن مجرد الاعتماد على نوعٍ واحدٍ فقط من الأغذية كمصدرٍ لمعظم وجبات الفرد البالغ، ومنها تناول كميةٍ متزايدةٍ من القمح أو الأرز، قد تؤدي إلى تعرض الفرد لسوء التغذية كذلك. ومن المحتمل أن يرجع هذا إلى نقص التعليم وقلة معرفة بالمكونات الغذائية اللازمة للفرد أو لمجرد الفقر والاعتماد على مصدرٍ واحدٍ فقط للغذاء. تنويع الغذاء مهم جدا لصحة الإنسان ليكون سليما.
هذا ويتجه الكثيرون إلى الاعتقاد أن سوء التغذية ترتبط اصطلاحاً بالجوع، إلا أنه على الرغم من ذلك، فإن الإفراط في تناول الطعام يمثل عاملاً مساهماً كذلك في الإصابة بسوء التغذية. كما تنتشر بالعديد من المناطق بالعالم الأطعمة غير المغذية (مثل الفاست فود، والحلويات الكثيرة (كثيرة السكر والدهون))، بالإضافة إلى تزايد أنماط الحياة المستقرة غير المتنقلة (قلة الحركة وقلة المجهود البدني). وفي المقابل، أسفر ذلك عن انتشار الإصابة بوباء السمنة العالمي. مما دعى كيلي براونيل، العالم النفسي بييل، إلى اعتبار تلك القضية «بيئة الطعام السام» والتي أصبح للأطعمة الدهنية والسكريات السبق فيها والانتشار على الأغذية والأطعمة الصحية السليمة. وهنا نلاحظ أن السمنة لا يصاب بها سكان الدول المتقدمة فقط، إلا أن مثل تلك المشكلات تحدث في الدول النامية كذلك، في تلك المناطق التي يرتفع فيها دخل المواطنين. ولكن يغرقون في سوء تغذية، ونحن نعرف مرض السكري مثلا، فهو لا يأتي فجأة ولكنه يأتي حثيثا من دون أن يلتفت إليه الشخص، فيغير نظام أكله فيأكل المفيد من الغذاء ويقلل من الغذاء الذي سوف يضر بصحته على المدى الطويل. على كل فرد أن يلاحظ تغير جسمه ووزنه ولا يسمح بأن يصبح وزنه فائقا فوق المعتاد.

### الإنتاجية الزراعية

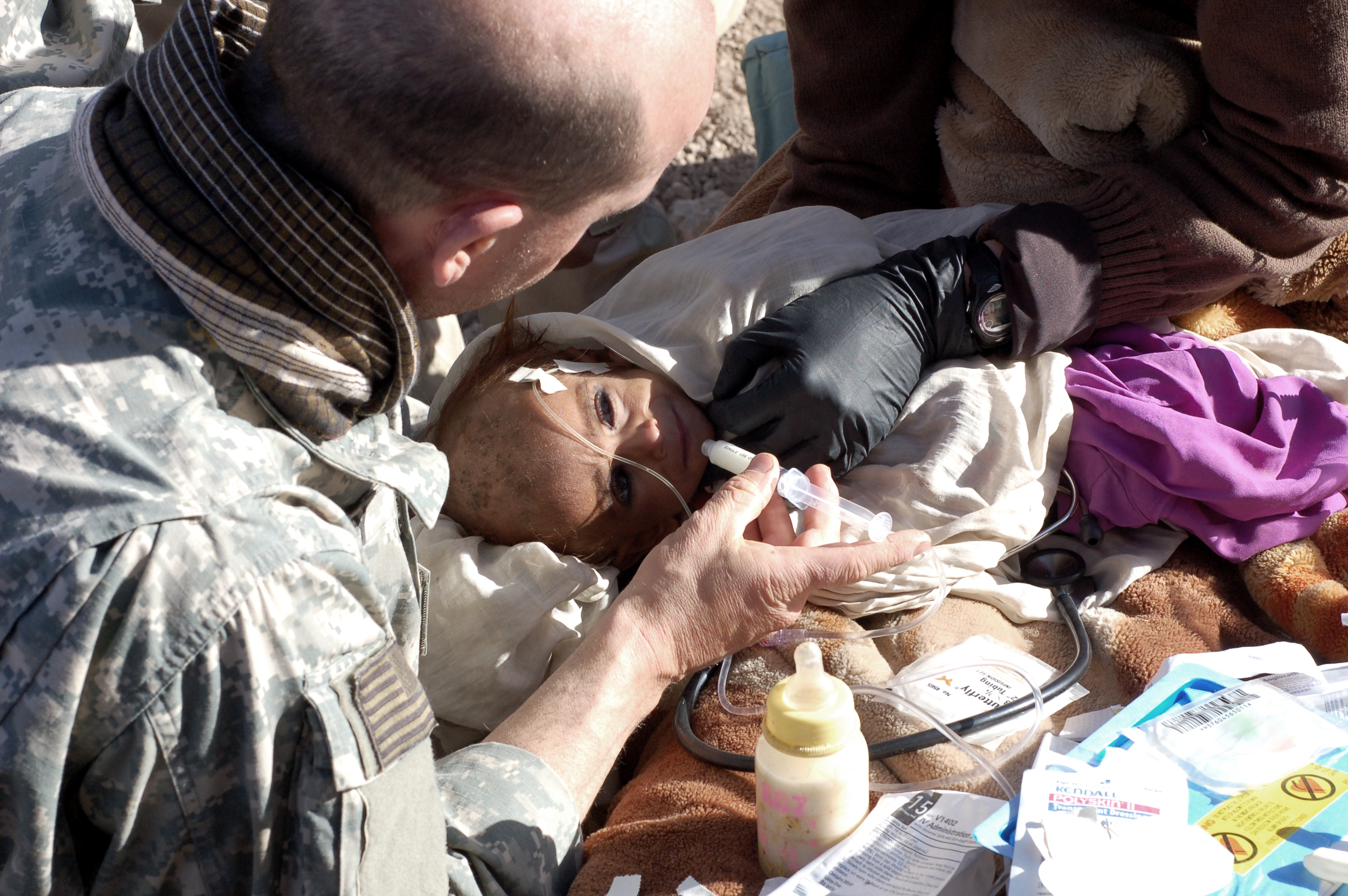
فتاة أفغانية تبلغ من العمر ثمانية عشر شهراً، ولكنها لا تزن سوى 14 باونداً تقريباً، وتتلقى العلاج على أيدي الفريق الطبي التابع للجيش الأمريكي بمحافظة باكتيا.

كما قد يرجع النقص في الغذاء إلى نقص المهارات الزراعية ومنها على سبيل المثال الدورة الزراعية، أو من خلال نقص التقنيات أو الموارد المطلوبة بهدف الحصول على عائداتٍ أكبر في مجال الزراعة الحديثة، ومنها مخصبات النيتروجين، المبيدات الحشرية والري. وكنتيجةٍ للفقر المنتشر بصورةٍ واسعةٍ، لا يستطيع المزارعون تحمل نفقات شراء المعدات التكنولوجية، كما لا تستطيع الحكومات توفيرها كذلك. كما يقوم البنك الدولي بالإضافة إلى العديد من الدول التي تقوم بتقديم المعونة بالضغط على تلك الأمم التي تعتمد على المعونات والمساعدات لوقف استخدام أو التخلص من المواد المسحنة الزراعية ومنها الأسمدة أو المخصبات، تحت شعار السوق الحر، والتي منها الولايات المتحدة الأمريكية وأوروبا والتي تقوم بتوفير المخصبات لمزارعيها. إلا أننا نلاحظ هنا أن العديد من المزارعين، إن لم يكن أغلبهم، لا يستطيعون تحمل تكلفة المخصبات والأسمدة الزراعية المرتفعة، ما يؤدي إلى انخفاض كمية الإنتاج الزراعي وارتفاع الأجور في مجال الزراعة، والذي يسفر في النهاية عن عدم القدرة على تحمل تكلفة أسعار الطعام. وفي النهاية يتبين أن أحد الأسباب الكامنة وراء عدم توفر الأسمدة يتمثل في وقف استخدام المخصبات والأسمدة الزراعية لأسبابٍ بيئيةٍ، وذلك نقلاً عن رائد الثورة الخضراء نورمان بورلوج، والذي اعتبر هذا السبب العقبة في توفير الغذاء لأفريقيا السمراء.

### تهديدات مستقبلية
تتواجد صورٌ عديدةٌ للاضطرابات المحتملة في توفير موارد الغذاء العالمي والتي تسفر عن الإصابة بسوءٍ واسع النطاق في التغذية.
حيث يمثل التغير المناخي عاملاً مهماً في تأمين الطعام. فنحو 95% من هؤلاء الذين يعانون من سوء التغذية يعيشون في تلك المناطق الاستوائية وشبه الاستوائية المستقرة نسبياً مناخياً. هذا وقد أفادت تقارير الفريق الحكومي الدولي لتغير المناخ (بالإنجليزية: Intergovernmental Panel on Climate Change) أنه من المحتمل تزايد درجات الحرارة في تلك المناطق. حتى أن التغير الطفيف في درجات الحرارة قد يؤدي إلى تزايد تكرارات الظروف المناخية المتطرفة. بل أن الكثير منها تؤثر بصورةٍ كبيرةٍ على الإنتاج الزراعي ومن ثم على عملية التغذية. فعلى سبيل المثال، في الفترة الممتدة بين عاميّ 1998 و2001 أسفرت موجة الجفاف في قارة آسيا إلى نفوق نحو 80% من الماشية وتدمير نحو 50% من محصولي القمح والشعير في إيران. هذا وقد تكررت تقريباً نفس الإحصائيات في دولاً أخرى كذلك. فالزيادة في المناخ المتطرف، كما هو الحال في موجات الجفاف بمناطقٍ متفرقةٍ كالصحراء الكبرى الأفريقية قد تسفر عن عواقبٍ أسوء في معاناة الشعوب من سوء التغذية. حتى وبدون التعرض لظروف وحوادث المناخ المتطرف تلك، فإن الزيادة الطفيفة في درجات الحرارة تقلل من إنتاجية العديد من المحاصيل، بل أنها تسفر عن تراجع فرص توفير وتأمين الغذاء المطلوب في مثل تلك المناطق.
تعد فوضى انهيار المستعمرة ظاهرةً يموت فيها النحل بأعدادٍ كبيرةٍ. وبما أن العديد من النباتات الزراعية تعتمد في تلقيحها على النحل، فمثل تلك الكارثة (الخاصة بموت أعداد رهيبة من النحل) تمثل تهديداُ خطيراُ لتوفير موارد الغذاء.
هذا وينتشر وباء صدأ القمح الذي تسببه سلالة صدأ الساق عبر أرجاء إفريقيا وآسيا، مما يدعو إلى القلق، حيث أنه قد يؤدي إلى القضاء على أكثر من 80% من محصول القمح العالمي.

## العلاج
بناءً على ما أوضحه البنك الدولي، فقد ثبُت أن عملية مكافحة سوء التغذية من خلال تحصين الغذاء باستخدام المغذيات الدقيقة (كالفيتامينات والأملاح) قدرتها على تحسين الصحة بتكلفةٍ منخفضةٍ وخلال فترةٍ زمنيةٍ أقصر من صور المساعدات الأخرى. كما صنفت اتفاقية كوبنهاغن، والتي تناولت مناقشة العديد من مقترحات التنمية، المكملات الغذائية في المرتبة الأولى. على الرغم من ذلك، فيتم اتفاق نحو 300 مليون دولار أمريكي من المعونة والمساعدات على عملية التغذية الأساسية سنوياً، حيث يكون نصيب كل طفل أقل من عامين نحو دولارين فقط في أسوء 20 دولةً متأثرةً بسوء التغذية. على النقيض من ذلك، يتلقى مرضى فيروس نقص المناعة البشرية، والذي يتسبب في وفاة عددٍ أقل من هؤلاء الأطفال الذين يلقون مصرعهم بسبب سوء التغذية، نحو 2.2 مليار دولار أمريكي – أو بما يعادل 67 دولار أمريكي لكل فردٍ مصابٍ في كل الدول.

### تدابير الطوارئ

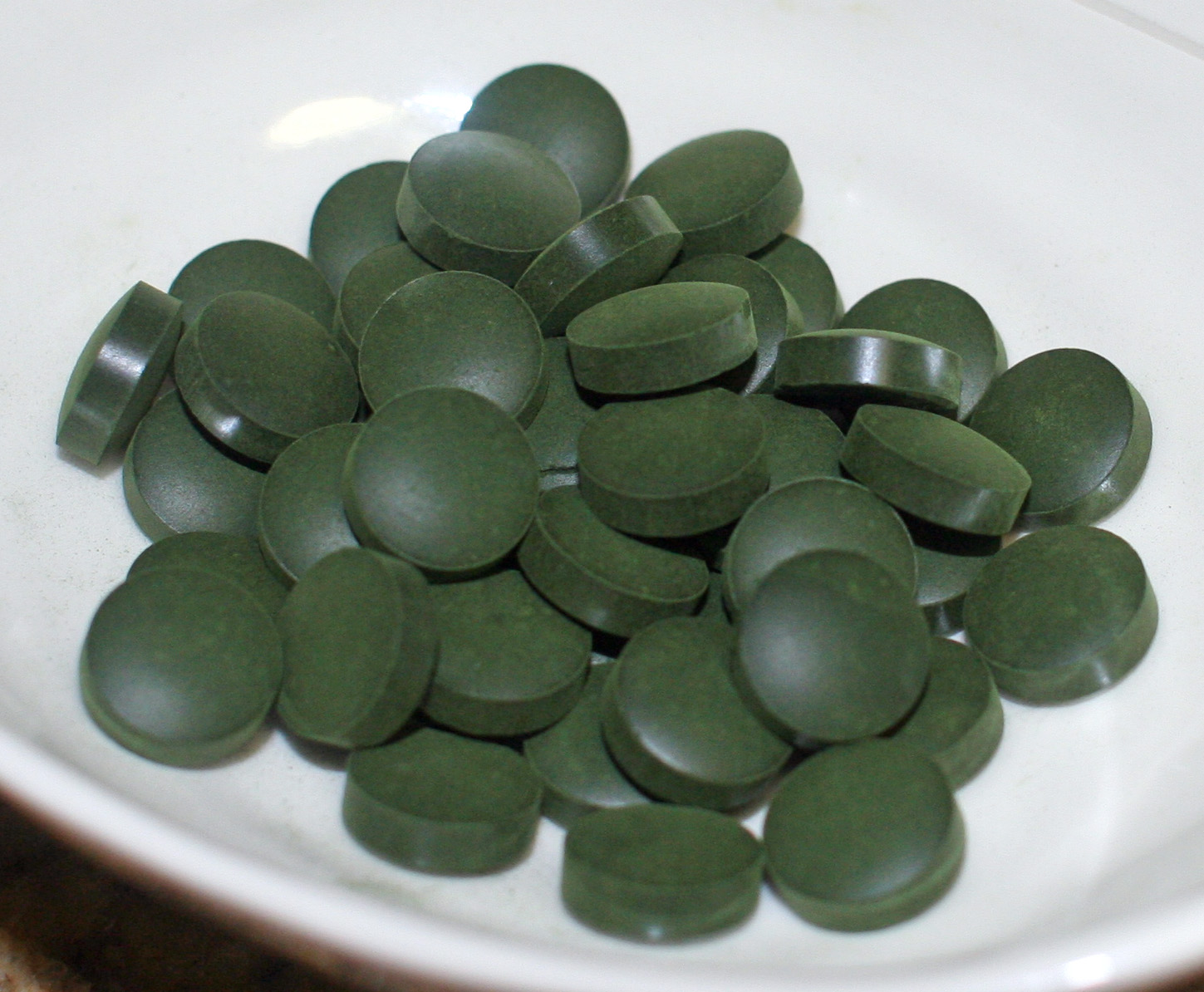
أقراص سبيرولنا، إحدى الأطعمة التي تعتبر أداةً أساسيةً في مكافحة سوء التغذية.

يمكن الحصول على المغذيات الدقيقة من خلال تحصين الغذاء. وهنا يُلاحظ أن تحصين الأغذية، ومنها أكياس زبدة الفول السوداني والسبيرولنا قد أحدثت ثورةً في عملية التغذية الطارئة ضمن تدابير الطوارئ الإنسانية، نتيجة أنها يمكن تناولها مباشرةً من عبوتها المغلفة بها، دون الحاجة إلى عملية تجميدٍ أو خلطٍ مع المياه النظيفة، بالإضافة إلى أنها يمكن تخزينها لسنواتٍ عديدةٍ دون تعرضها للتلف، بالإضافة إلى أنها يسهل امتصاصها حيوياً في حال تناولها الأطفال المرضى. هذا وقد أعلن مؤتمر الغذاء العالمي الذي عقدته الأمم المتحدة عام 1974 استخدام السبيرولنا كأفضل طعامٍ للمستقبل وإمكانية حصاده كل 24 ساعةٍ بصورةٍ كاملةٍ، مما يجعل منه أداةً فعالةً في القضاء على سوء التغذية. هذا بالإضافة إلى أن المكملات الغذائية، ومنها مثلاً كبسولات فيتامين ألف أو أقراص الزنك تستخدم لعلاج الإسهال عند الأطفال تم اعتماد استخدامها كذلك.
كما ظهر إدراك متنامٍ فيما بين جماعات الإغاثة بأن توفير السيولة النقدية بدلاً من توفير الأغذية نفسها يعد أمراً أرخص في التكلفة، وأسرع وأكثر كفاءة في توصيل المعونة أو المساعدة للجائعين، وبخاصةً في تلك المناطق حيث يكون الطعام متاحاً ولكن لا يمكن توفيره. ومن ثم أعلن برنامج الغذاء العالمي التابع لمنظمة الأمم المتحدة، والذي يمثل أكبر مزع غير حكومي للطعام، أنه سيشرع في توزيع السيولة المالية بدلاً من الطعام على نفس المناطق التي يقوم بتقديم المعونة بها، وتلك الطريقة الحديثة وصفتها جوزيت شيرين، المدير التنفيذي لبرنامج الغذاء العالمي، بأنها «ثورة» في عالم تقديم مساعدات الغذاء. هذا وتعتمد وكالة المعونة والمساعدات «قلق عبر أرجاء العالم» (بالإنجليزية: Concern Worldwide) طريقةً تُعد رائدةً فيها تتمثل في الاعتماد على تطبيق الهواتف الخلوية؛ سفاري كوم، والذي يقوم بوظيفة تشغيل برنامجاً لإجراء تحويلات الأموال التي تسمح بإرسال السيولة النقدية من مكاناً إلى آخر عبر أرجاء البلاد.
على الرغم من ذلك، فإن الأفراد الذين يعيشون في ظروف الجفاف يعانون من ظروف معيشةٍ محدودةٍ دون القدرة على الوصول إلى الأسواق، وهنا يكون توصيل الغذاء نفسه هو الطريقة المثلى لتقديم المساعدة. إلا أن فريد كاني، وهو أمريكي عمل في عدّة بعثات إغاثة، يقول أن: «تقل فرص نجاة الأرواح والتي تعد الهدف من وراء تقديم المعونة بصورةٍ كبيرةٍ عندما يتم استيراد الأطعمة. حيث أنه مع الوقت الذي تصل فيه تلك الأطعمة إلى البلاد ويتم توزيعها على الأفراد، سيكون العديد من الأفراد قد لقوا حتفهم حينئذٍ». ومن ثم يُعَد القانون الأمريكي، الذي ينص على أن يتم شراء الأطعمة من الوطن بدلاً من تلك المناطق حيث يعيش الجائعون، غير كافياً بسبب أنه تقريباً نصف المبلغ المخصص للمعونة يُنفق على عملية النقل والمواصلات. مما دعى فريد كاني ليستطرد موضحاً أن: «الدراسات التي أُجريت على كل مجاعةٍ وقعت حديثاً أظهرت أن الطعام كان متوفراً في تلك البلاد – على الرغم من عدم توفيره في تلك المنطقة التي وقعت بها المجاعة أو عجز توفير الطعام بتلك المنطقة. وباعتبار المعايير المحلية، فعلى الرغم من أن أسعار تلك الأطعمة كانت عاليةً جداً للفقراء ليقوما بشرائها، فإنه سيكون من الأرخص للمتبرع أن يشتري ذلك الطعام بأسعاره المتضخمة بدلاً من القيام باستيراده من الخارج.» وكانت إثيوبيا رائدة برنامجاً أصبح الآن جزءً من وصفة برنامج البنك الدولي لمعالجة أزمات توفير الطعام والتي تم اعتبارها من قِبَل منظمات المعونة على أنها نموذجاً مثالياً لكيفية مساعدة الأمم التي تعاني من المجاعات على أفضل وجهٍ. حيث أنه من خلال برنامج الغذاء الرئيسي بالبلاد (بالإنجليزية: Productive Safety Net Program)، قامت إثيوبا بمنح ساكني المناطق الريفية والذين يعانون من نقصٍ مزمنٍ في توفير الغذاء، فرصةً للعمل من أجل الغذاء أو المال. حيث تمكنت منظمات أخرى أجنبية للمساعدات، ومنها مثلاً برنامج الغذاء العالمي، بعد ذلك من شراء الغذاء محلياً من تلك المناطق التي بها فائضاً فيه، بهدف توزيعه في تلك المناطق الأخرى التي تعاني من العجز في توفير الغذاء. فلم تكن إثيوبيا فقط هي الرائدة في تطبيق ذلك البرنامج، إلا أن البرازيل كذلك قامت بتأسيس برنامجاً لإعادة تدوير النفايات العضوية والتي تُفيد المزارعين، أو أبناء الحضر الفقراء، بل المدينة في مجملها. حيث يقوم ساكنو المدن بعزل النفايات العضوية عن باقي عناصر نفاياتهم، ثم يكيسونها، ثم يقومون بعد ذلك باستبدالها بالفاكهة والخضراوات الطازجة من المزارعين المحليين. نتيجةً لذلك، يُقلل هذا من نفايات البرازيل بصورةٍ عامةٍ ويساعد فقراء الحضر على الحصول على موردٍ ثابتٍ للأطعمة المغذية.

### تدابير طويلة المدى

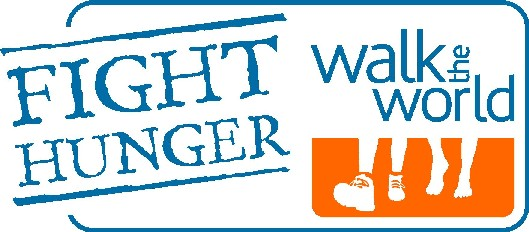
لافتة تدعو إلى محاربة الجوع في العالم، حملة جُل في العالم، إحدى مبادرات برنامج الأغذية العالمي للأمم المتحدة.

أُطْلِقَ على المجهود المبذول لتطبيق التقنيات والأساليب الزراعية الحديثة والتي استحدثها العالم الغربي، ومنها مثلاً استخدام الأسمدة النيتروجينية والمبيدات الحشرية، في بلاد آسيا لفظ «الثورة الخضراء» (بالإنجليزية: Green Revolution)، وقد أسفر ذلك المجهود عن تقليص أزمة سوء التغذية بصورةٍ قاربت تلك الموجودة عليها بالدول الغربية. أصبح هذا متاحاً بسبب توفير البنية التحتية والمؤسسات والتي كانت في نقصٍ من الموارد في قارة أفريقيا، ومنها على سبيل المثال نظام الطرق وشركات البذور العامة والتي تقوم بتوفير البذور اللازمة لعملية الزراعة. هذا وتزيد الاستثمارات في مجال الزراعة ومنها الأسمدة المدعومة البذور من إنتاجية المحاصيل الغذائية ومن ثم تقلل من أسعار الطعام. كما هو الحال مثلاً في دولة مالاوي، والتي اعتاد أن يعيش نحو 5 ملايين مواطن من أصل 13 مليون مواطن يقطنون البلاد في حالة عوزٍ إلى مساعدات الطعام الطارئة. إلا أنه على الرغم من ذلك، فعندما قامت الحكومة بتغيير سياستها وقدمت الدعم للأسمدة والبذور الزراعية ضد قيود البنك الدولي، استطاع المزارعون كسر الأرقام القياسية في إنتاج محاصيل القمح حيث قفز إنتاج المحصول إلى 3.4 مليون طناً في عام 2007، بعد أن كان 1.2 مليون طناً في عام 2005، مما جعل من مالاوي مصدراً رئيسياً للغذاء. كما ساعد هذا التحسن من تقليص أسعار الطعام وزيادة أجور المزارعين. ومن أنصار الاستثمار في مجال الزراعة، الاقتصادي الأمريكي ورئيس معهد الأرض (بالإنجليزية: The Earth Institute)، جيفري ساتش، والذي دافع عن فكرة أن الدول الغنية يجب عليها الاستثمار في مجال المخصبات والبذور في قارة أفريقيا، لمصلحة مزارعي أفريقيا.
كما تساعد تربية الرضاعة الطبيعية بصورةٍ مفيدةٍ كذلك. حيث تستطيع الرضاعة الطبيعية في أول عامين من حياة الطفل، بالإضافة إلى الرضاعة الطبيعية المكثفة الحصرية فقط في أول ستة أشهرٍ فقط أن تنقذ حياة نحو 1.3 مليون طفل. وعلى المدى الطويل، تحاول الشركات تحصين الأطعمة بالمغذيات الدقيقة والتي يمكن أن يشتريها المستهلك ومنها دقيق القمح للخبز البلدي في مصر أو صلصة السمك في فيتنام وإضافة اليود إلى الملح.
ويعد تنظيم الأسرة (تحجيم عدد أفراد الأسرة) حلاً آخراً مقترحاً. حيث أوضح توماس مالتوس أن النمو السكاني يمكن التحكم فيه من خلال الكوارث الطبيعية والحدود التطوعية من خلال «قيم ضبط النفس الأخلاقية». هذا وقد أوضح توماس تشابمان أن تدخل الحكومة بفرض سياساتها يعد مقوماً لازماً لتقليص حجم الزيادة السكانية العالمية. إلا أن غاريت هاردن، اتخذ موقفاً معادياً للهجرة، حيث أنه ينتمي للمنهجية الانعزالية، وقد أوضح أن «يجب أن تتقبل كل الدول ذات السلطة والسيادة تحمل مسؤولية حل مشكلاتها السكانية ضمن محافظاتها وولاياتها المختلفة.» وأن الهجرة تلعب دوراً يشبه عمل صمام تخفيف الضغط والذي يسمح للدول التي تعاني من مشكلة انفجارٍ سكانيٍ في الاستمرار في تجاهل حل مشكلاتها السكانية. أما الوضع من وجهة نظر أمارتيا سن فيتمثل في توضيحه أن: «لا يهم الأسباب الكامنة وراء المجاعة، حيث أن الطرق والسبل القائمة على التخلص منها تدعو إلى توفير مواردٍ ضخمةٍ من الأغذية ضمن نظام التوزيع العام للطعام. فلا ينطبق هذا الامر على عملية تنظيم التقنين والضبط والتحكم فقط، إلا أن يشمل تنفيذ برامج العمل والطرق الأخرى اللازمة لزيادة القوة الشرائية لهؤلاء الذين تأثروا بتحولات استحقاقات التبادل ضمن ظروف ومواقف التضخم العامة». وتمثل سياسة السيادة الغذائية إحدى إطارات عمل السياسات المقترحة لحل مشكلات الحصول على الطعام، وهي تتمثل في حق الشعوب في تحديد غذائهم، زراعتهم، ماشيتهم، وأنظمة الصيد الخاصة بهم وذلك على النقيض مع إمكانية الحصول على الطعام الخاضع لقوى السوق العالمية. وتعد مؤسسة «الطعام أولاً» (بالإنجليزية: Food First) واحدةً من أكبر المؤسسات الفكرية في العالم والتي تسعى إلى بناء الدعم لسياسة «السيادة الغذائية»، كما يدعو الليبراليون الجدد إلى زيادة دور السوق الحر، مما دعى البنك الدولي نفسه ليطالب بأن يمثل جزءً من حل مشكلة سوء التغذية، مؤكداً أن أفضل طريقة لنجاح الدول في كسر دائرة الفقر بها والتخلص من أزمة سوء التغذية تتمثل في بناء اقتصاديات قائمة على التصدير والي ستوفر لهم جميعاً الوسائل المالية والدعم المالي اللازم لشراء المواد الغذائية بالسوق العالمي.
كذلك يمكن اعتبار منع الإفراط في تناول الطعام والذي يمثل صورةً من صور سوء التغذية بدلاً من مجرد علاج ذلك الإفراط أحد التدابير طويلة المدي والتي يمكن أن تبدأ من بيئة المدرسة التي تُمَثِل المكان المثالي لنشر ذلك من خلال تربية الأولاد وتعليمهم أن يختاروا الأطعمة الأكثر صحيةٍ خلال مرحلة الطفولة والبلوغ كذلك. كما هو الحال في سنغافورة، فلو قمنا بزيادة التغذية في برامج الغذاء المدرسي وزيادة النشاط الجسدي عند كلٍ من المدرسين والأطفال كذلك، يمكن حينئذٍ الإقلال من معدلات السمنة بنسبةٍ تتراوح بين 30 و50%.
هذا وقد نُفِذَت العديد من المبادرات للتقليل من سوء التغذية وخاصةً تلك المتمثلة في المجاعة ونقص توفير الغذاء. ولعل أحد أفضل الأمثلة التي نفذها محمد يونس ما أُطْلِقَ عليه «بنك غرامين» لصد ومكافحة المجاعات. حيث أنه يمنح قروضاً صغيرةً لمساعدة النساء الفقيرات في توفير مورد دخلٍ لهن ومن ثم تستطيع تلك القروض أن تنقذ هؤلاء النسوة من ظروف الفقر التي يعشن فيه، ومن ثم يقمن بتوفير أطعمةٍ مغذيةٍ لأسرهم بعد ذلك. حيث أوضحت بعض الدراسات أنه لو تم منح امرأةً دخلاً ما، فستنفقه كله تقريباً على سد متطلبات منزلها، وبخاصةٍ الطعام. نتيجةً لذلك، فمن خلال التركيز على عملية تمكين المرأة، يمكن تقليص أحجام الفقر ومن ثم سوء التغذية، وبخاصةٍ المجاعة التي سيتم القضاء عليها حينئذٍ.
وهنا تركز مبادرات القروض الصغيرة على النساء بسبب المجاعات والتي تؤثر على جنس المرأة أكثر من الرجل بصورةٍ غير متلائمةٍ. فمن خلال استهداف المرأة، تكافح مبادرات القروض الصغيرة من تقليل أزمات سوء التغذية من خلال الارتقاء بكلٍ من فرص الوظيفة والتعليم. حيث أنه لو كانت المرأة قادرة على الحصول على وظيفةٍ ما ستتاح أمامها الفرصة لتوفير النقود الكافية لإطعام نفسها وأسرتها كذلك. هذا بالإضافة إلى أنه لم يتم السماح للبنات للحصول على فرصتهم في التعليم، فيستطيعون حينئذٍ أن يتعادلوا في المكانة مع أقرانهم من الذكور، ومن ثم، تقليل الانحياز والتعصب الجنسي بأن الرجال يحتاجون من الطعام كميات أكبر من النساء. وفي الختام توفير ومنح تلك القروض الصغيرة يساعد على تقليص أعداد النساء الذين يعانين من سوء التغذية عبر أرجاء العالم أجمع.

## انتشار المرض

مؤشر سنوات الحياة المعدلة تحت تأثير الإعاقة لنقص التغذية لكل 100.000 مواطن خلال عام 2002، وتشتمل عملية نقص التغذية: سوء تغذية البروتين-الطاقة، نقص اليود، نقص فيتامين ألف، وأنيميا نقص الحديد.
لا معطيات
أقل من 150
300-150
450-300
600-450
750-600
900-750
1050-900
1200-1050
1350-1200
1500-1350
1750-1500
أكثر من 1750

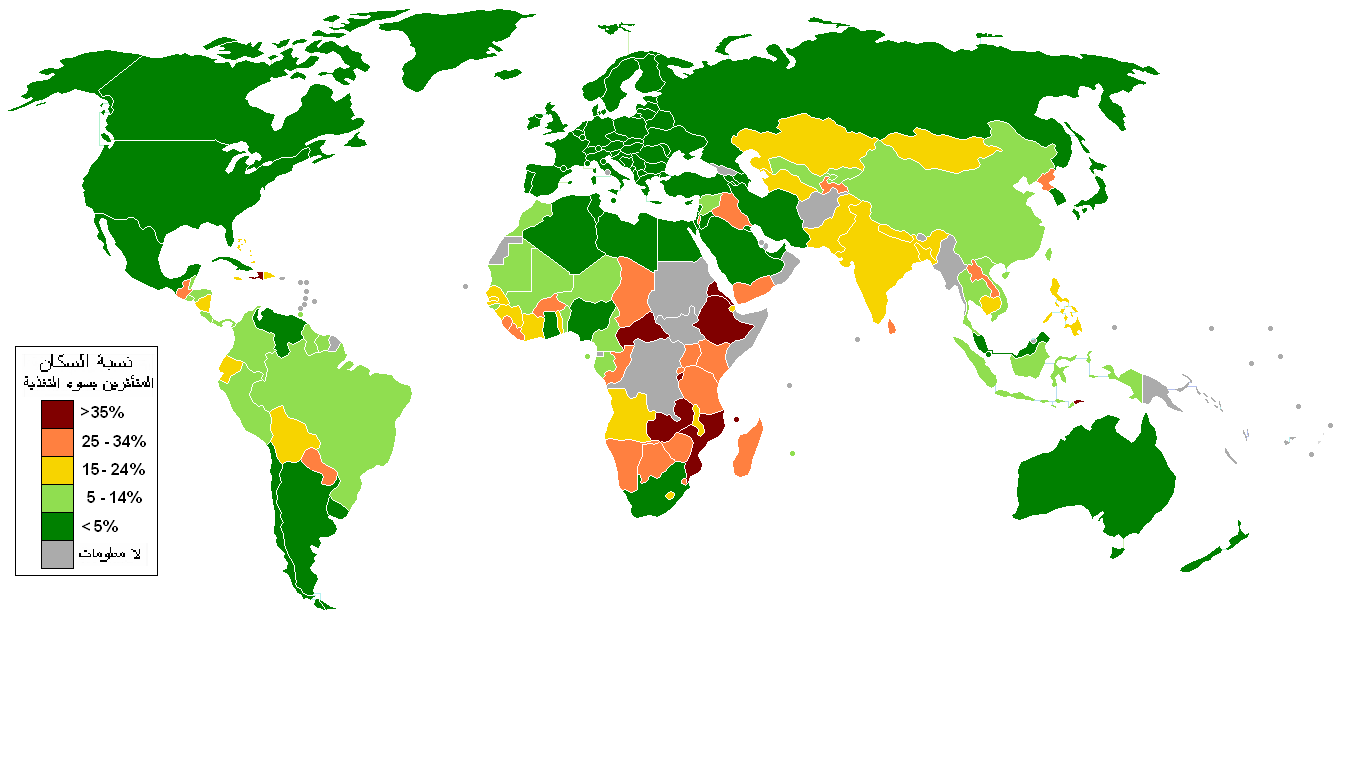
النسبة المئوية للسكان المتأثرين بانخفاض مستوى التغذية حسب بالدولة، وفقاً لاحصائيات الأمم المتحدة.

في عام 2007، وُجِدَ نحو 923 مليون فرداً يعانون من سوء التغذية، في حين كان العدد خلال عام 1990 نحو 80 مليون فرد، ذلك على الرغم من أن العالم أجمع يُنتج حالياً طعاماً كافياً لسد احتياجات كل فردٍ من الغذاء – والذين يصل عددهم إلى 6 مليارات نسمة، بل أن الإنتاج يكفي لإطعام ضعف السكان الموجودين حالياً أي ما يقارب 12 مليار نسمة.
| العام                                              | 1990 | 1995 | 2005 | 2007 |
| -------------------------------------------------- | ---- | ---- | ---- | ---- |
| عدد الأفراد الذين يعانون من سوء التغذية (بالمليون) | 842  | 832  | 848  | 923  |

| العام                                                     | 1970 | 1980 | 1990 | 2005 | 2007 |
| --------------------------------------------------------- | ---- | ---- | ---- | ---- | ---- |
| نصيب الأفراد الذين يعانون من سوء التغذية في الدول النامية | 37 % | 28 % | 20 % | 16 % | 17 % |

وفي المتوسط، يموت شخصٌ كل ثانية كنتيجةٍ مباشرةٍ أو غير مباشرةٍ لسوء التغذية – وهذا يعني أن نحو 4000 فرداً يلقون مصرعهم كل ساعةٍ تقريباً – أي نحو 100.000 كل يوم – أو ما يعادل 36 مليون فرداً كل عام – والتي تُقَدَر بنسبة 58% من إجمالي عدد الوفيات وفقاً للتقديرات من عام 2001 حتى عام 2004.
في المتوسط، يموت طفلٌ كل خمس ثوانٍ كنتيجةٍ مباشرةٍ أو غير مباشرةٍ لسوء التغذية – أو ما يُعادل 700 كل ساعة، أي نحو 16.000 كل يوم – أي نحو 6 ملايين طفل سنوياً – أو ما يعادل 60% من إجمالي وفيات الأطفال في العالم (حسب تقديرات 2002- 2008)
عدد السكان الذين يعانون من نقص مستويات التغذية (بالمليون) خلال أعوام 2001- 2003، بناءً على إحصائيات منظمة الأغذية والزراعة التابعة للأمم المتحدة (فاو)، وتعاني الدول الوارد ذكرها بالجدول من وجود نحو 5 ملايين نسمة أو أكثر بها يعانون من سوء نقص التغذية:
| الدولة                      | عدد السكان الذين يعانون من نقص التغذية (بالمليون) |
| --------------------------- | ------------------------------------------------- |
| الهند                       | 217.05                                            |
| الصين                       | 154.0                                             |
| بنغلاديش                    | 43.45                                             |
| جمهورية الكونغو الديمقراطية | 37.0                                              |
| باكستان                     | 35.2                                              |
| إثيوبيا                     | 31.5                                              |
| تنزانيا                     | 16.1                                              |
| الفلبين                     | 15.2                                              |
| البرازيل                    | 14.4                                              |
| إندونيسيا                   | 13.8                                              |
| فيتنام                      | 13.8                                              |
| تايلاند                     | 13.4                                              |
| نيجيريا                     | 11.5                                              |
| كينيا                       | 9.7                                               |
| السودان                     | 8.8                                               |
| موزمبيق                     | 8.3                                               |
| كوريا الشمالية              | 7.9                                               |
| اليمن                       | 7.1                                               |
| مدغشقر                      | 7.1                                               |
| كولومبيا                    | 5.9                                               |
| زيمبابوي                    | 5.7                                               |
| المكسيك                     | 5.1                                               |
| زامبيا                      | 5.1                                               |
| أنغولا                      | 5.0                                               |

ملحوظة: يقيس هذا الجدول «نقص التغذية»، كما تحددها منظمة الأغذية والزراعة، وتمثل عدد الأفراد الذين يستهلكون (خلال متوسط الأعوام 2001 وحتى 2003) أقل من الحد الأدنى من كمية الطاقة الغذائية (والمقاسة بالكيلو سعر حراري للفرد يومياً) اللازمة للشخص المتوسط للبقاء في صحةٍ جيدةٍ في أثناء ممارسته للأنشطة الجسدية الخفيفة. فهي تمثل مدلولاً أو مؤشراً تحفظياً والذي لا يضع في حسبانه المتطلبات الأخرى للأفراد الذين يمارسون الأنشطة الجسدية الاستثنائية، أو حتى التنوعات الموسمية لاستهلاك الأطعمة أو الموارد الأخرى للتنوع ومنها الاختلافات فيما بين الأفراد في متطلباتهم للطاقة.
حيث تُعد سوء التغذية ونقصها مواقفاً تجميعيةً أو متوسطة، وليست نتيجة عمل يومٍ واحدٍ من تناول الغذاء (أو النقص حينئذٍ). فهذا الجدول لا يمثل عدد الأفراد الذين ذهبوا إلى مضاجعهم وهم جوعى في يومنا هذا.
كذلك يجب أن نضع في الاعتبار مقاييس التحليل الأخرى المتنوعة، وذلك بهدف تحديد الأسباب السياسية والاجتماعية الكامنة وراء سوء التغذية. فعلى سبيل المثال، عدد سكان المجتمع قد يكونون في خطرٍ لو تناقصت الخدمات الصحية، إلا أنه على صعيدٍ أضيقٍ، فإن بعض الأسر أوالأفراد قد تكون في خطرٍ أكبرٍ بسبب الاختلافات في مستويات الدخل، أو فرص الحصول على الأرض، حتى مستويات التعليم. حتى أنه ضمن الأأسر في حد ذاتها، قد تتواجد اختلافاتٍ في مستويات سوء التغذية فيما بين الرجال والنساء، حيث ظهر أن مثل تلك الاختلافات تتنوع بصورةٍ مدلولةٍ من منطقةٍ لأخرى مع تلك المناطق ذات المشكلات والتي تعاني من حرمانٍ نسبيٍ للمرأة. كما يُلاحظ أن فئة الأطفال وكبار السن هم الأكثر عرضةٍ للمعاناة من سوء التغذية. فتقريباً نسبة 27% من الأطفال تحت سن الخامسة في دول العالم النامي يعانون من نقصٍ في التغذية، وفي مثل تلك الدول النامية، تتسبب سوء التغذية في وفاة نحو نصف حصيلة الوفيات من الأطفال تحت سن الخامسة سنوياً والتي تصل إلى عشرة ملايين طفلاً.

### الشرق الأوسط

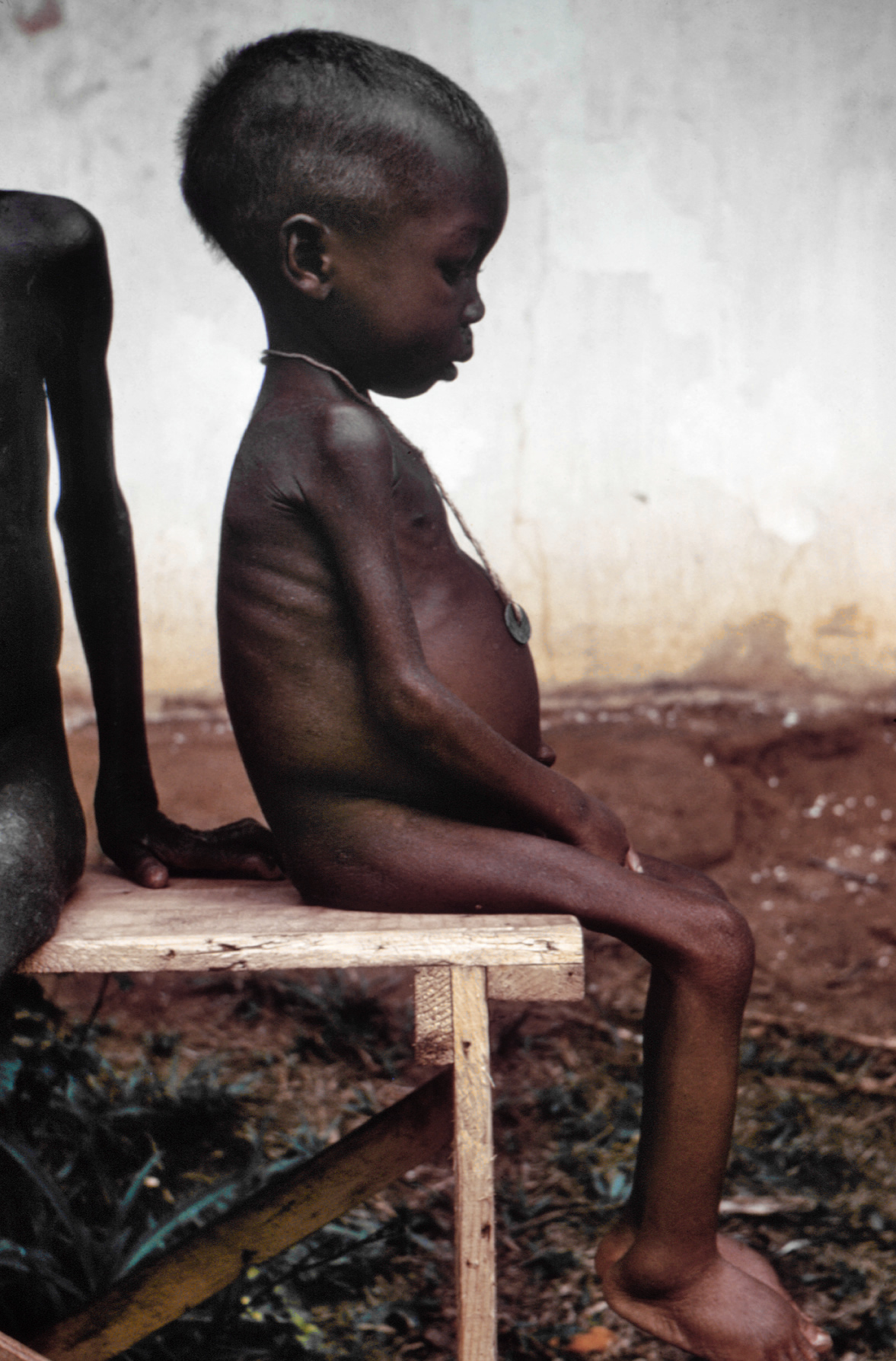
طفلة تعاني من سوء التغذية في نيجيريا

ارتفعت معدلات سوء التغذية في دولة العراق من نسبة 19% قبيل الغزو الأمريكي إلى متوسطٍ قوميٍ وصل إلى 28% في غضون أربعة أعوامٍ لاحقةٍ.

### جنوب آسيا
بناءً على إحصائيات مؤشر الجوع العالمي، فإن جنوب آسيا تعاني من أعلى معدلات سوء التغذية فيما بين أرجاء العالم أجمع. فالهند تساهم وحدها بنسبة 5.6 مليون طفلاً يموتون سنوياً، والتي تُقَدَر بنحو نصف حصيلة وفيات الأطفال في العالم. هذا وقد ذكر تقرير عام 2006 أن «مكانة المرأة المنخفضة في دول جنوب آسيا بالإضافة إلى غياب أو انخفاض مستوى المعرفة بالتغذية الصحية السليمة من المحددات الهامة والضرورية في ارتفاع معدل الأطفال منخفضي الوزن في تلك المنطقة». كما أوضح التقرير كذلك القلق تجاه مسألة أن جنوب آسيا تعاني من «مستويات تغذيةٍ غير متكافئةٍ بالإضافة إلى عدم ملائمة ممارسات رعاية الأطفال الصغار».
هذا بالإضافة إلى أن نحو نصف عدد الأطفال في الهند يعانون من نقصٍ في الوزن، وهذا يُعَد واحداً من أعلى المعدلات في العالم والذي يبلغ تقريباً ضعف المعدل بمنطقة أفريقيا السوداء.
كما أوضحت دراسةٌ أجراها معهد الدراسات الإنمائية (بالإنجليزية: Institute of Development Studies) حول مشكلة نقص التغذية المتزايدة، أن عملية التعايش، التي تعيشها الهند كدولةٍ ممثلةٍ للقوة الاقتصادية وموطن ثلث الأطفال الذين يُعانون من نقص التغذية في العالم كله، تعكس فشل إدارة وحوكمة عملية التغذية، حيث جاء بها أن: «ضعف القدرة على توصيل الخدمات السليمة والمناسبة في الوقت المناسب للسكان المناسبين، بالإضافة إلى عدم القدرة على الاستجابة وسد حاجات المواطنين، وكذلك ضعف المحسوبية تمثل ملامح ضعف حوكمة وإدارة عملية التغذية.» حيث اقترحت تلك الدراسة أنه لصياغة تاريخ نقص التغذية في الهند، فإن حوكمة التغذية لهي في حاجةٍ إلى أن يتم دعمها وتقويتها بالإضافة إلى إجراء المزيد من الأبحاث والدراسات الجديدة والتي تركز على سياسات وحوكمة التغذية. ووفقاً لمعدل التقدم الحالي، فإن الهدف الإنمائي للألفية (التي صاغتها الأمم المتحدة) والخاص بعملية التغذية لن يتم استقصائه ودراسته حتى عام 2042 مع عواقبها الوخيمة حينئذٍ على كلٍ من الوجود البشري وعملية النمو الاقتصادي.

### الولايات المتحدة الأمريكية
ساد المعتقد أن سوء التغذية مقصور على الدول النامية فقط، إلا أنه على الرغم من ذلك، فإن أغلب صور سوء التغذية تقع هناك، كما أن لها تواجداً متزايداً كذلك في الدول المتقدمة كمثل. فعلى سبيل المثال، يتعرض واحد من كل ستة أطفالٍ إلى خطر المجاعة بالولايات المتحدة الأمريكية. حيث أوضحت دراسةٌ اعتمدت في بياناتها على ما أورده مكتب التعداد الأمريكي (بالإنجليزية: U.S. Census Bureau) ووزارة الزراعة الأمريكية، أن نحو 3.5 مليون طفلٍ دون سن الخامسة معرضون لخطر المجاعة في الولايات المتحدة. إلا أن تلك المشكلة الملحة لا ترجع في الدول النامية إلى نقص الطعام أو برامج الطعام المقدمة للشعب، إلا أنها ترجع بصورةٍ رئيسيةٍ إلى تناقص استخدام البرامج المخصصة لتلك القضية، ومنها مثلاً قسائم الطعام أو الوجبات المدرسية. مع ملاحظة أن العديد من مواطني الدول الغنية كالولايات المتحدة الأمريكية يلصقون وصمة العار ببرامج الأطعمة أو يستهجنون استخدامها من ناحيةٍ أخرى. مما يجعل من 60% فقط من الأمريكيين والذين يستحقون الحصول على قسائم الطعام هم فقط من يتقدمون للحصول عليها ويستفيدون منها بصورةٍ فاعليةٍ دون غيرهم. مما جعل من وزارة الزراعة الأمريكية تعلن في تقريرٍ لها عام 2003 أنه واحداً من كل 200 فردٍ من الأسر الأمريكية من الأطفال أصبح غير آمناً غذائياً، حيث أن أيٍ من هؤلاء الأطفال يصبح جائعاً ولو حتى مرةً واحدةً في العام. إلا أن هناك نسبةٍ أكبرٍ من هؤلاء الأفراد (تصل إلى 3.6%) والذين منهم أفرادٌ بالغون يتعرضون للجوع ليومٍ واحدٍ على الأقل خلال العام نتيجة عدم قدرة أسرهم على توفير الطعام الكافي لهم.

## الإفراط في تناول الطعام في مقابل الجوع

مؤشر كتلة الجسم.

على الرغم من أن الكثير من التركيز بخصوص سوء التغذية ينصب على نقص التغذية، إلا أن فرط التغذية كذلك تمثل صورةً أخرى لسوء التغذية. حيث ينتشر فرط التغذية بصورةٍ واسعةٍ في الولايات المتحدة الأمريكية، حيث لا يمثل الحصول على الطعام بالنسبة للغالبية من الأفراد قضيةً يُلقى لها بالاً. وهنا تتمثل القضية المطروحة في تلك الدول المتقدمة في اختيار النوع المناسب من الطعام. ونلاحظ أن الوجبات السريعة هي الأكثر استهلاكاً من جانب الفرد في الولايات المتحدة الأمريكية دون غيرها من الدول الأخرى. ويرجع السبب وراء الإقبال الواسع على استهلاك وتناول تلك الوجبات إلى القدرة على تحمل تكلفتها بالإضافة إلى إمكانية الحصول عليها بسهولة. وفي أغلب الأحوال، تكون الوجبات السريعة المنخفضة في التكلفة والقيمة الغذائية، مرتفعةً في عدد السعرات الحرارية. حيث أنه عندما تُصاحب عادات الأكل تلك بأنماط الحياة المدنية التي يشيع فيها فيها استخدام الآلة والثبات والميل للاستقرار، يصبح جلياً السبب الكامن وراء إصابة متناوليها بالسمنة وفرط الوزن. على الرغم من ذلك، ففرط التغذية تمثل مشكلةً كذلك في تلك الدول حيث تنتشر المجاعات والفقر. ففي الصين مثلاً تزايد استهلاك الأطعمة عالية الدهون، في حين تراجع استهلاك الأرز والسلع الغذائية الأخرى. مما يجعل من كلٍ من فرط التغذية والمجاعة سواءً في الخطورة اعتماداً على المنطقة التي تعيش فيها من أرجاء العالم الشاسعة. ويسفر فرط التغذية عن الإصابة ببعض الأمراض ومنها على سبيل المثال أمراض القلب والسكري والتي تقضي على حياة صاحبها. ومن أجل إصلاح قضية فرط التغذية تلك، يمكن للرعاية الصحية أن تتعرف على السمنة على أنه مرضاً وتُغَطي من مشكلة فقدان الوزن بالإضافة إلى صور المداخلات الأخرى المرتبطة بعملية التغذية. ولعل أول خطوةٍ تم اتخاذها على طريق مواجهة تلك القضية كانت في صياغة قرار أوماها التعاوني لتغطية الوجبات الغذائية المكثفة وبرنامج تعديل نمط الحياة عند المرضى المصابين بأمراض القلب، وهي مبادرةٍ كان الهدف من ورائها التخلص من الوصفات العلاجية غالية التكلفة والوقاية من الجراحة خلال الشهور أو السنوات القادمة. كما أن الخطوة المنطقية التالية في مجال الصناعة قد تتمثل في تغطية فحوصات التغذية المنتظمة والأقرب إلى فحوصات الأسنان، كجزءٍ من تغطية التأمين الأساسية.

## وصلات مرتبطة
- سوء التغذية على مشروع الدليل المفتوح
- أزمة الطعام البيئية دراسة أجرتها الأمم المتحدة حول تغذية وإطعام سكان العالم (2009).
- المؤسسة الحكومية الدولية لاستخدام الطحالب الدقيقة سبيرولينا لمكافحة سوء التغذية (IIMSAM)
- مصدر بيانات حول سوء التغذية والوفيات في مجتمعات السكان المتأثرين بالنزاعات
- تقارير عن مواقف تغذية سكان العالم تقارير سنوية أعدتها لجنة الأمم المتحدة القائمة على شؤون التغذية والتي تحتوي على بياناتٍ ومعلوماتٍ مفصلةٍ حول التحديات العامة، مدى سوء التغذية، الجهود المتخذة لمواجهة حدود وتـأثيرات سوء التغذية، وثروة من معلوماتٍ أخرى مفيدة.
- النمو الجسدي وحالة التغذية نسخة محفوظة 17 نوفمبر 2009 على موقع واي باك مشين.
- خريطة الجوع العالمية (أعدها برنامج الأغذية العالمي التابع للأم المتحدة)
- إحصائيات منظمة الأغذية والزراعة العالمية عن دول العالم نسخة محفوظة 15 نوفمبر 2010 على موقع واي باك مشين.
- محاربة الجوع والفقر في إثيوبيا (بيتر ميدلبروك)